# Neudorf (Wiesenttal)
Neudorf ist ein Gemeindeteil des Marktes Wiesenttal im Landkreis Forchheim (Oberfranken, Bayern).

## Geografie
Das im Wiesenttal gelegene Dorf liegt etwa eineinhalb Kilometer nordnordwestlich des Wiesenttaler Gemeindesitzes Muggendorf auf einer Höhe von 456 m ü. NHN.

## Geschichte

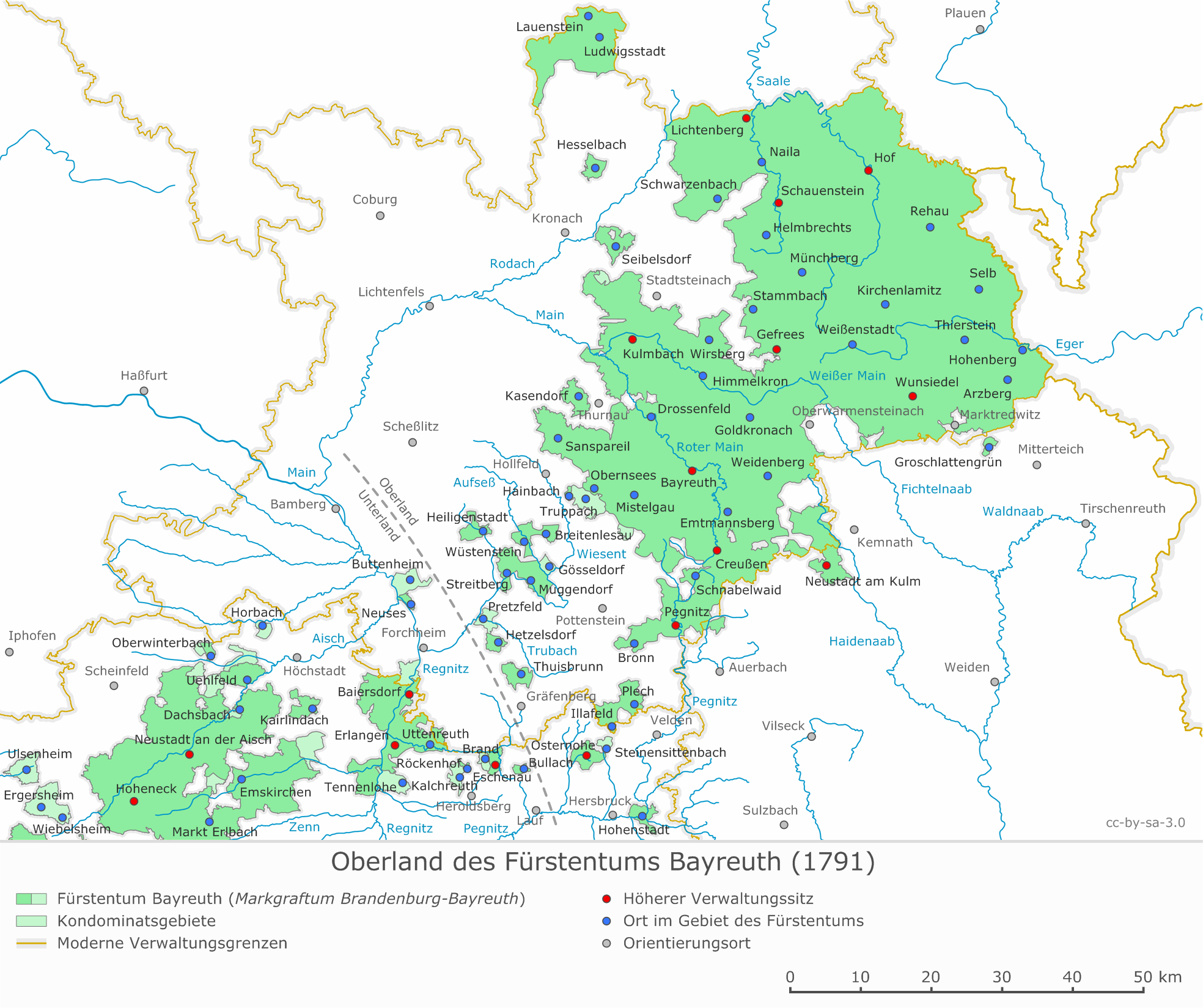
Das Oberland des Fürstentums Bayreuth mit dem Kastenamt Streitberg

Die erste urkundliche Erwähnung war im Jahr 1341 mit dem Namen „Neundorfe“. Bis zum Ende des 18. Jahrhunderts unterstand Neudorf der Landeshoheit des auch als Markgraftum Brandenburg-Bayreuth bezeichneten Fürstentums Bayreuth. Die Dorf- und Gemeindeherrschaft übte das Kastenamt Streitberg aus. 1791/1792 wurde Neudorf preußisch, nachdem der letzte hohenzollernsche Markgraf Karl Alexander gegen eine Leibrente auf seine Herrschaftsgebiete verzichtet und diese an das von seinen königlichen Verwandten regierte Königreich Preußen übergeben hatte. Das Königreich bildete aus den zersplitterten Gebietsteilen das von Ansbach aus verwaltete Territorium Ansbach-Bayreuth. Im Rahmen des mit dem Kurfürstentum Bayern abgeschlossenen Hauptlandesvergleichs trat das preußische Königreich unter anderem das Kastenamt Streitberg an das Kurfürstentum ab, wodurch auch Neudorf bayerisch wurde.
Durch die Verwaltungsreformen zu Beginn des 19. Jahrhunderts im Königreich Bayern wurde Neudorf mit dem Zweiten Gemeindeedikt 1818 ein Teil der Ruralgemeinde Albertshof. Im Zuge der Gebietsreform in Bayern wurde Neudorf am 1. Januar 1972 Bestandteil der neu gebildeten Gemeinde Wiesenttal.